# Ivica Dragutinović
Ivica Dragutinović (szerbül: Ивица Драгутиновић; Prijepolje, Jugoszlávia, 1975. november 13. –) szerb labdarúgó. Utolsó csapata a spanyol Sevilla FC volt. Gyakori beceneve Drago, a mezén is ez a név volt feltüntetve.

## Pályafutása
Dragutinović 1996-ban a szerb FK Borac Čačaktól a belga K.A.A. Genthez igazolt. Négy évvel később távozott a gentiektől, de továbbra is Belgiumban maradt, a Standard Liége-hez szerződött. Pályafutása itt élénkült meg igazán, minden sorozatot egybevéve több, mint 200 alkalommal lépett pályára a Standardnál. 2005 nyarán sok csapat próbálta megszerezni, végül a Sevilla játékosa lett. 2008-ig írt alá szerződést a spanyolokkal, de egy évvel szerződés lejárta előtt olyan hírek jelentek meg, melyek szerint megegyezett a Newcastle Uniteddel.
Néhány nappal később aláírt egy új, négy évre szóló szerződést a Sevillával. Ő volt az első, aki Antonio Puerta segítségére sietett, mikor a középpályás szívrohamot kapott a Getafe elleni meccsen. Megakadályozta, hogy társa lenyelje saját nyelvét, de Puerta később a kórházban meghalt.

## Válogatott
Dragutinović 33 alkalommal lépett pályára a szerb és montenegrói válogatottban. Ő is tagja volt annak a védelemnek, mely mindössze egy gól kapott a 2006-os vb-selejtezőin. A hátsó alakzatot rajta kívül Goran Gavrančić (Dinamo Kijiv), Nemanja Vidić (Manchester United) és Mladen Krstajić (Schalke 04) alkotta.
2007 szeptemberében egy Portugália elleni Eb-selejtezőn összetűzésbe keveredett Luiz Felipe Scolarival, aki meg is ütötte.

## Sikerei, díjai

### A Sevillával
- UEFA-kupa: 2006, 2007
- UEFA-szuperkupa: 2006
- Spanyol Kupa: 2007
- Spanyol Szuperkupa: 2007